# Kayu Agung (Kota Kayu Agung)
Kayu Agung is een bestuurslaag in het regentschap Ogan Komering Ilir van de provincie Zuid-Sumatra, Indonesië. Kayu Agung telt 1568 inwoners (volkstelling 2010).